# Улиеш (Харгита)
Улиеш (рум. Ulieș) насеље је у Румунији у округу Харгита у општини Улиеш. Oпштина се налази на надморској висини од 558 m.

## Становништво
Према подацима из 2011. године у насељу је живело 337 становника.